# Chaetomium gracile
Chaetomium gracile är en svampart som beskrevs av Udagawa 1960. Chaetomium gracile ingår i släktet Chaetomium och familjen Chaetomiaceae.   Inga underarter finns listade i Catalogue of Life.